# Denshūtai

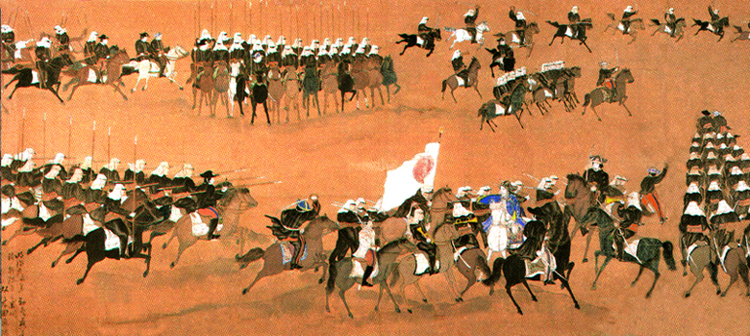
La cavalerie de style français du shogunat.

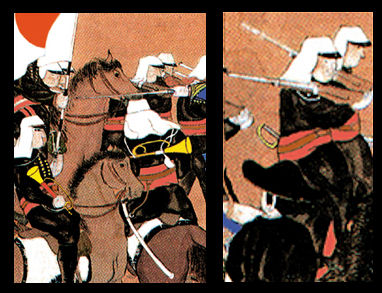
L'infanterie et la cavalerie du denshutai (détails).

Le denshūtai (伝習隊) était un corps d'élite du bakufu des Tokugawa au cours de la période du Bakumatsu au Japon. Il fut fondé par Keisuke Ōtori avec l'aide de la première mission militaire française au Japon (1867-1868).
Le corps comptait 800 hommes. Ils étaient équipés de Pattern Enfield 1853, supérieurs aux fusils Gewehr 1840 à canon lisse des troupes du shogunat.

Les troupes ont été formées par des conseillers français tels que Charles Chanoine et Jules Brunet. Le denshutai a combattu pendant la guerre de Boshin (1868-1869).